# Estación Refugio
Refugio es una de las estaciones del Sistema Integrado de Transporte MIO, de la ciudad de Cali, inaugurado en el año 2008.

## Ubicación
Se encuentra ubicada en el sur de la ciudad sobre la Calle 5, a la altura de la carrera 66.

## Servicios de la estación

### Rutas expresas
| Ruta | Estación Origen             | Estación Destino | Sentido (N/S) |
| ---- | --------------------------- | ---------------- | ------------- |
| E27  | Terminal Menga Av 3N Cl 70N | Capri Cl 5 Cr 78 | Ambos         |

### Rutas troncales
| Ruta | Estación Origen                        | Estación Destino            | Sentido (N/S) |
| ---- | -------------------------------------- | --------------------------- | ------------- |
| T31  | Terminal Paso del Comercio Cra 1 Cl 71 | Universidades Cra 100 Cl 16 | Ambos         |
| T51  | Terminal Aguablanca Cra 28D Cl 96      | Universidades Cra 100 Cl 16 | Ambos         |

### Rutas pretroncales
| Ruta | Origen                              | Trayecto                                | Destino                    |
| ---- | ----------------------------------- | --------------------------------------- | -------------------------- |
| P27D | Terminal Menga Av 3N Cl 70N         | Cl 70N - Av 6N - Centro - Av. Roosevelt | Capri Cl 5 Cr 78           |
| P51C | Terminal Aguablanca Cra 28D Cl 96   | Cl 73-Cl 83-Cr 29-Cl 48-Cr 46-Cr 56     | Buitrera Cra 100 Cl 11     |
| P62A | Terminal Simón Bolívar Cl 25 Cra 66 | Cra 66 - Cl 5 - Av 4N                   | Las Américas Av 3N Cl 23AN |

## Sitios de interés
- Torres del Refugio Plaza

- Datos: Q58491374